# Tithaeus malakkanus
Tithaeus malakkanus is een hooiwagen uit de familie Tithaeidae. De originele naamcombinatie (protoniem) is Tithaeus malakkanus Roewer, 1949. De huidige (vanaf 2023) geldig wetenschappelijke naam van Tithaeus malakkanus Gaat terug op Carl Frederick Roewer.